# Страхув (Стшелінський повіт)
Страхув (пол. Strachów) — село в Польщі, у гміні Кондратовиці Стшелінського повіту Нижньосілезького воєводства.
Населення — 66 осіб (2011).
У 1975-1998 роках село належало до Вроцлавського воєводства.

## Демографія
Демографічна структура станом на 31 березня 2011 року:
|          | Загалом | Допрацездатний вік | Працездатний вік | Постпрацездатний вік |
| -------- | ------- | ------------------ | ---------------- | -------------------- |
| Чоловіки | 32      | 4                  | 25               | 3                    |
| Жінки    | 34      | 6                  | 22               | 6                    |
| Разом    | 66      | 10                 | 47               | 9                    |